# Baselland Transport
Die Baselland Transport AG, abgekürzt BLT, ist ein schweizerisches Verkehrsunternehmen, das in den Kantonen Basel-Landschaft, Basel-Stadt, Solothurn sowie in Frankreich operiert. Die Aktiengesellschaft ist Infrastrukturbetreiberin auf den Bahnstrecken Basel–Aesch, Basel–Dornach, Basel–Pratteln, Basel–Rodersdorf sowie Liestal–Waldenburg. Mit Ausnahme der Strecke nach Pratteln, die von den Basler Verkehrs-Betrieben (BVB) im Auftragsverkehr bedient wird, ist die BLT gleichzeitig auch zuständiges Eisenbahnverkehrsunternehmen. Umgekehrt befahren die BLT-Linien im Stadtbereich von Basel das von der BVB betriebene Basler Strassenbahnnetz.

## Geschichte

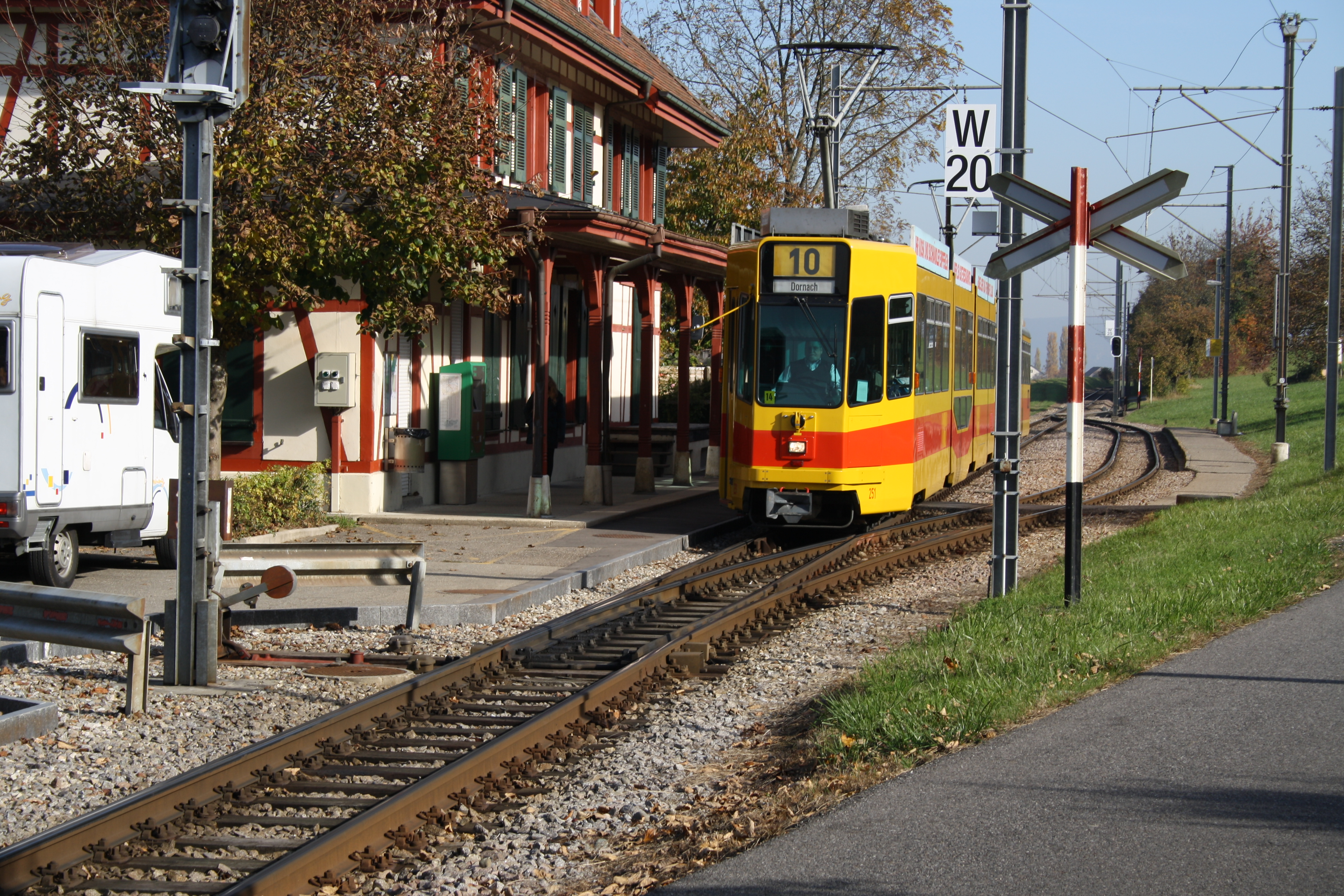
Zug nach Rodersdorf im französischen Leymen, das Zielschild ist bereits für die Rückfahrt umgestellt

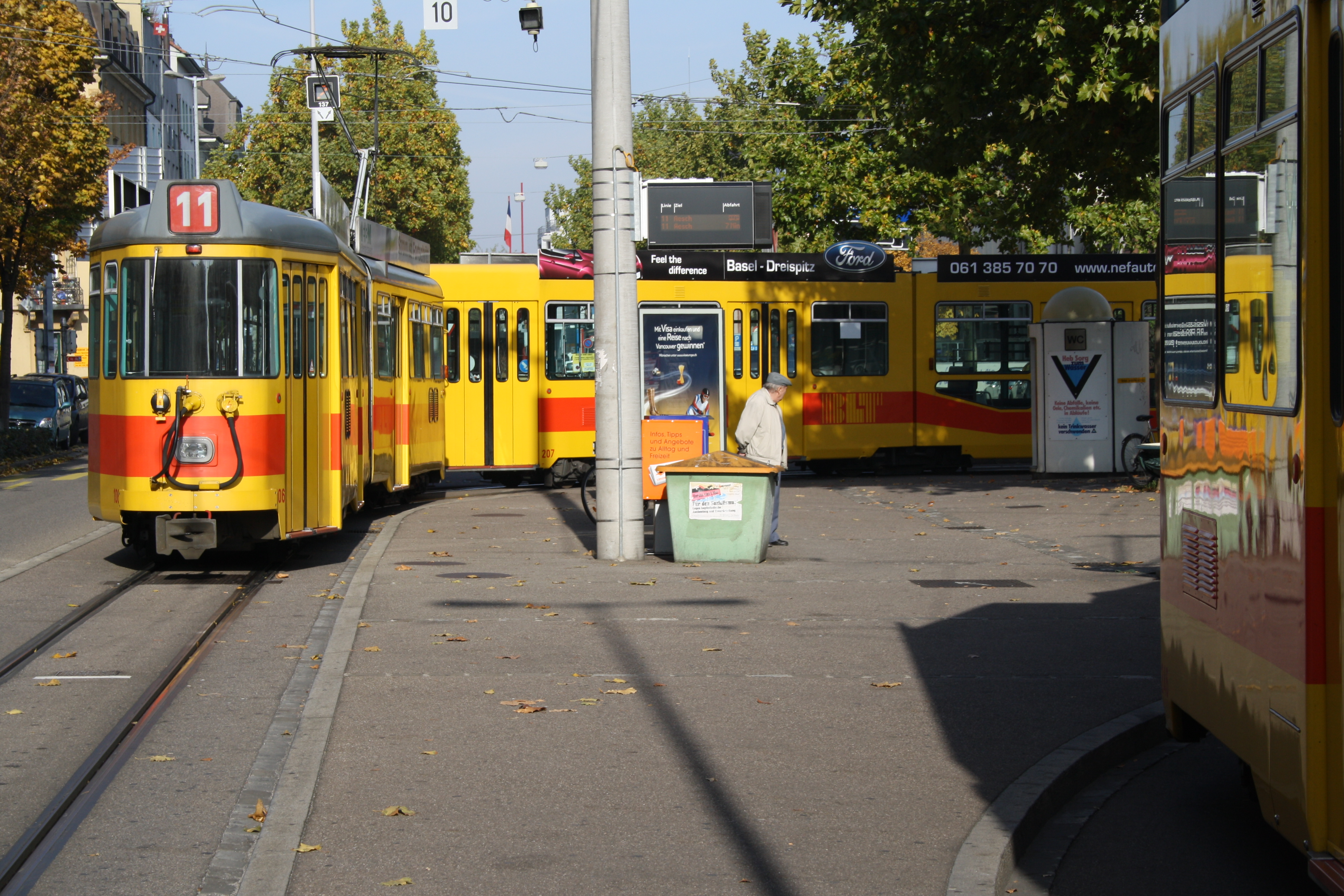
Zug in der Endschleife Saint-Louis Grenze

Die BLT entstand 1974 durch die Fusion der vier Gesellschaften Birsigtalbahn (BTB), Birseckbahn (BEB), Trambahn Basel-Aesch (TBA) und Basellandschaftliche Ueberlandbahn (BUeB). In der Zwischenzeit sind ausserdem Autobuslinien dazu gekommen. Die BLT arbeitet dabei von Beginn an eng mit den Basler Verkehrs-Betrieben zusammen. Die beiden Unternehmen waren 1984 Initianten des Umweltschutzabonnements und 1987 des Tarifverbunds Nordwestschweiz (TNW).
Als schweizerische Spezialität hat die BLT den Unterhalt an ihren Fahrzeugen komplett an die Industrie vergeben. Im Jahr 1980 wurde mit dem Rollmaterialhersteller Schindler einen Unterhaltsvertrag geschlossen, der mit Schindler Waggon in Pratteln vor Ort über einen Produktionsstandort verfügte. Das mehrfach verkaufte und fusionierte Werk wurde aber 2005 von Bombardier Transportation als Herstellungswerk geschlossen. An Unterhaltsverträgen mit den Herstellern wird aber auch heute noch festgehalten.
Am 7. Juni 2016 fusionierte die Bahngesellschaft mit der Waldenburgerbahn.

## Linien

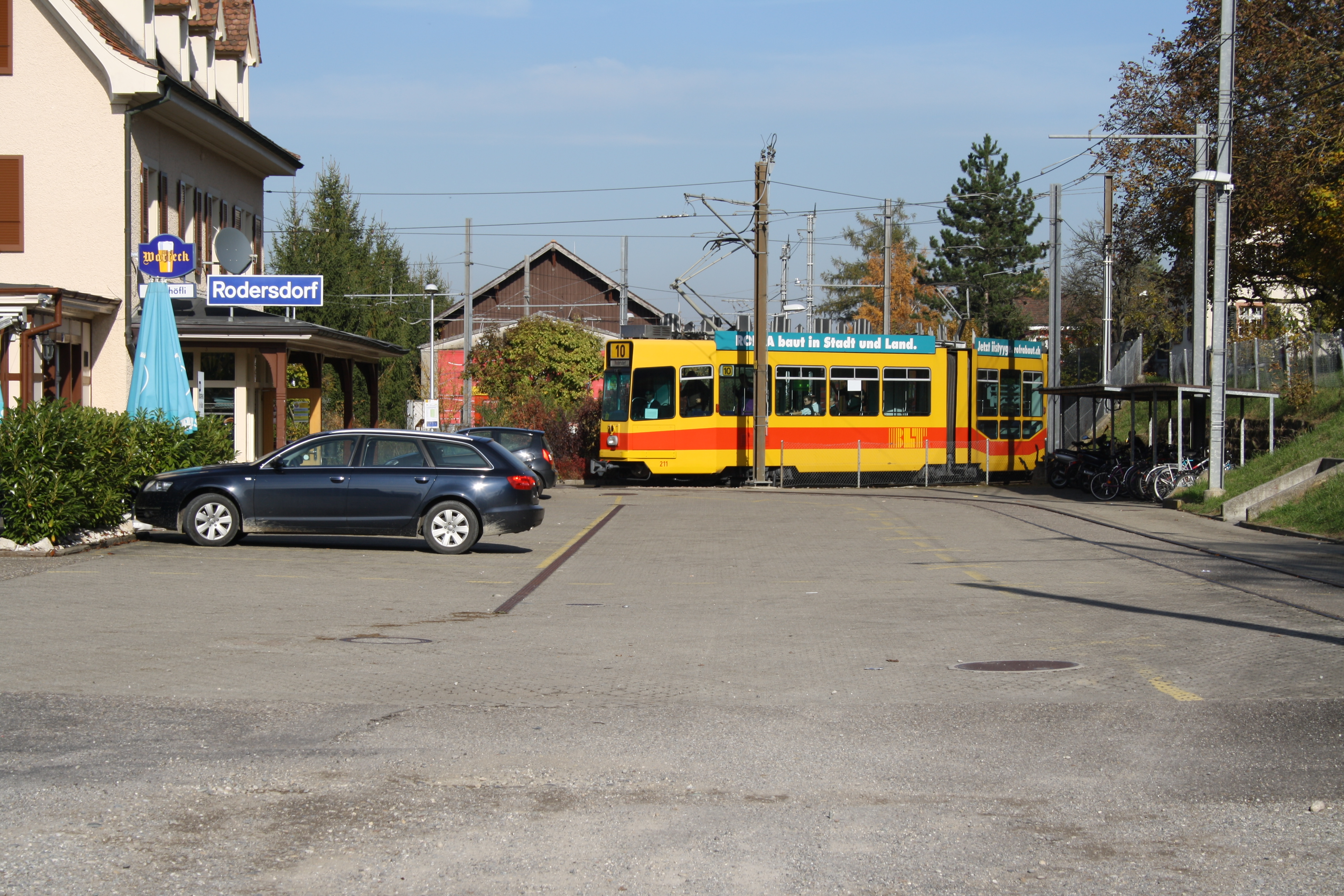
Zug in der Endschleife Rodersdorf

| Linie | Strecke                                                                  | Länge     | Stationen    | Fahrzeit        | Eröffnung        | letzte Neuerung   | Verlauf   |
| ----- | ------------------------------------------------------------------------ | --------- | ------------ | --------------- | ---------------- | ----------------- | --------- |
| 10    | Dornach Bahnhof – Ettingen Bahnhof (– Flüh Bahnhof – Rodersdorf Station) | 25,974 km | 34 (38 / 40) | 62 / 63 Minuten | 6. Oktober 1902  | 30. Juni 2001     | Linie 10  |
| 11    | Saint-Louis Grenze – Aesch Dorf                                          | 14,235 km | 34           | 44 / 43 Minuten | 7. Dezember 1907 | 14. Oktober 2002  | Linie 11  |
| E11   | Reinach Süd – Tellplatz – Theater – Peter Merian – Reinach Süd           | 11,600 km | 29           | 29 / 29 Minuten | 14. Oktober 2002 | -                 | Linie E11 |
| 17    | Ettingen Bahnhof – Schifflände (– Wiesenplatz)                           | 12,215 km | 18 (26)      | 34 / 36 Minuten | 1. Januar 1975   | 25. Oktober 1986  | Linie 17  |
| 19    | Liestal Bahnhof – Waldenburg Station                                     | 13,100 km | 13           | 24 / 24 Minuten | 1. November 1880 | 11. Dezember 2022 | Linie 19  |

## Autobuslinien
| Linie                                                                               | Strecke                                                           | Stationen |
| ----------------------------------------------------------------------------------- | ----------------------------------------------------------------- | --------- |
| 37                                                                                  | Dornach Bahnhof – (oder: Leimgrubenweg –) Ulmenweg – Aeschenplatz | 9 (20)    |
| 47                                                                                  | Bottmingen Schloss – Muttenz Bahnhof                              | 15        |
| 58                                                                                  | Münchenstein Klinik Birshof – Münchenstein Schlossmatt            | 12        |
| 59                                                                                  | Oberwil Zentrum – Bottmingen Schloss                              | 14        |
| 60                                                                                  | Biel-Benken Brücke – Muttenz Bahnhof (− Schweizerhalle Novartis)  | 22 (26)   |
| 61                                                                                  | Oberwil Zentrum – Allschwil Friedhof                              | 20        |
| 62                                                                                  | (Biel-Benken Brücke –) Therwil Zentrum – Dornach Bahnhof          | 11 (19)   |
| 63                                                                                  | Muttenz Bahnhof – Dornach Bahnhof                                 | 15        |
| 64                                                                                  | (Bahnhof St. Johann –) Bachgraben – Arlesheim Dorf                | 33        |
| 65                                                                                  | Pfeffingen Bergmattenweg – Dornach Bahnhof – Arlesheim Dorf       | 11        |
| 66                                                                                  | Dornach Bahnhof – Dornach Apfelsee – Dornach Bahnhof              | 12        |
| 92                                                                                  | Reigoldswil Dorfplatz – Hölstein Station                          | 11        |
| 93                                                                                  | Lausen Bahnhof – Lampenberg Dorf                                  | 8         |
| 105                                                                                 | Sissach Bahnhof – Sissach Brüel – Sissach Bahnhof                 | 5         |
| 105                                                                                 | Sissach Bahnhof – Gelterkinden Post                               | 8         |
| 106                                                                                 | Sissach Bahnhof – Wintersingen Blumatt                            | 16        |
| Die Linie 106 wird von Sägesser Reisen von Wintersingen als Subunternehmer bedient. |                                                                   |           |
| 107                                                                                 | Sissach Bahnhof – Eptingen Gemeindeplatz                          | 13        |
| 108                                                                                 | Sissach Bahnhof – Wittinsburg Chamber                             | 14        |
| 109                                                                                 | Wittinsburg – Rümlingen Dorf – Häfelfingen Dorf                   | 8         |
| 110                                                                                 | Rümlingen Dorf – Häfelfingen Dorf – Läufelfingen Bahnhof          | 9         |

## Erweiterungen
Im Zuge der Rollmaterialerneuerung zur Bewältigung des stetig steigenden Passagierflusses wurden zusammen mit den BVB rund 60 neue Fahrzeuge ausgeschrieben. Der Beschaffungsentscheid fiel 2006 zugunsten der Neuentwicklung Tango von Stadler Rail aus. Um das Fahrzeug eingehend zu prüfen hinsichtlich Kundenfreundlichkeit sowie technischen und betrieblichen Aspekten, wurde die Lieferung einer Vorserie von vier Fahrzeugen an die BLT vorgeschrieben, die ab September 2008 ausgeliefert wurde. Nach einer gut einjährigen Versuchsphase mit positiven Ergebnissen wurde im November 2009 vom BLT Verwaltungsrat entschieden, dass die Bestellung von weiteren Fahrzeugserien ausgelöst wird. Die erste Hauptserie kam bis im Juli 2012 zur Auslieferung und umfasste 15 Fahrzeuge für die BLT. Die zweite Hauptserie wird ab 2014 zur Auslieferung kommen und wird nochmals 19 Fahrzeuge für die BLT umfassen. Die BVB haben, nachdem eigene Fahrgastbefragungen in Auftrag gegeben worden waren, in denen sich die Mehrheit für ein vollständig niederfluriges Fahrzeug ausgesprochen haben, den Vorvertrag für die gemeinsame Trambeschaffung mit der BLT aufgekündigt. Die Trambeschaffung der BVB wurde komplett neu ausgeschrieben. Die Ausschreibung der BVB im Wert von 300 Millionen Schweizer Franken wurde am 26. Januar 2011 lanciert und der Verzicht auf die Tangos somit definitiv.
Um die neuen Fahrzeuge unterbringen zu können, wurde das Tram-Depot Hüslimatt vergrössert. Damit die neuen Fahrzeuge problemlos verkehren können, mussten auch diverse Haltestellen angepasst werden.
Zum Fahrplanwechsel am 11. Dezember 2011 hat die BLT auf ihren Linien 10 und 17 die Taktverdichtung von zehn auf siebeneinhalb Minuten realisiert. Zu Spitzenzeiten (morgens und abends) verkehrt nun von Montag bis Samstag alle dreieinhalb Minuten ein Tram zwischen Ettingen im Leimental und der Haltestelle Theater.

## Planungen
- In den Jahren 2018 bis 2020 sollte beim Dorenbachviadukt in Basel eine Verbindungsstrecke zum Bahnhof Basel SBB gebaut werden, Margarethenstich genannt. Diese Strecke sollte auf den Fahrplanwechsel im Dezember 2020 in Betrieb gehen und wäre von der Linie 17 in der Hauptverkehrszeit befahren worden.[7] In der kantonalen Volksabstimmung vom 24. September 2017 hat sich das Stimmvolk des Kantons Basel-Landschaft jedoch gegen das Projekt ausgesprochen, das somit nicht realisiert wird.[8] Der Direktor der BLT hat sich in der Folge überzeugt gezeigt, dass in 10 bis 15 Jahren wieder über ein ähnliches Projekt abgestimmt werde.[8]
- Zwischen den Haltestellen Bottmingermühle und Binningen Schloss wurde die eingleisige Strecke auf Doppelspur ausgebaut um den Takt verdichten zu können.[9]
- Bis 2028 soll eine Expresstramlinie im Birsigtal eingeführt werden, welche durch das Auslassen bestimmter Haltestellen fünf Minuten weniger für die Strecke Rodersdorf – Basel benötigen sollen.[10]
- 2021 wurde bekannt gegeben, dass die BLT 25 Fahrzeuge des Typs TINA von Stadler kaufen wird. Diese sollen ab Dezember 2023 die letzten Schindler-Kompositionen ersetzen, welche heute noch auf den Einsatzlinien 17 und E11 verkehren.[11]

## Rollmaterial

### Ehemalige Motorwagen
| Bild | Typ                         | Nummern                               | Anzahl | Hersteller | Baujahre  | Bemerkungen |
| ---- | --------------------------- | ------------------------------------- | ------ | ---------- | --------- | --- |
|      | Be 4/6 / Duewag-Gelenkwagen | 123, 133, 135, 136, 141, 143, 158     | 07     | Duewag     | 1972      | 2001 gebraucht übernommen, ehemals BVB 623, 633, 635, 636, 641, 643 und 658; 136 nach Katastrophenübung 2011 ausrangiert, restliche im August 2012 an die Straßenbahn Belgrad in Serbien verschenkt |
|      | Be 4/6                      | 101–108                               | 08     | SWP        | 1971–1972 | noch durch die BEB beschafft, liefen zuletzt nur noch als geführte Triebwagen, Nummer 105 trug ab dem 40-jährigen Jubiläum der BLT wieder die originale Birseckbahn-Lackierung, alle Wagen 2016 nach Belgrad abgegeben |
|      | Be 4/6                      | 109–115                               | 07     | SWP        | 1975–1976 | liefen zuletzt nur noch als geführte Triebwagen, alle Wagen 2016 nach Belgrad abgegeben |
|      | Be 4/8                      | 202, 204, 206, 221–223, 236, 250, 252 | 09     | SWP        | 1981      | ursprünglich Be 4/6, 1988 zum Achtachser mit niederflurigem Mittelteil («Sänfte») erweitert; 250 nach Unfall 2011 ausrangiert, 204, 206, 221, 222, 223 und 252 wurden im August 2018 an die Straßenbahn Gotha verkauft. Die Triebwagen 204; 221–223 und 252 wurden aufgearbeitet, Tw 206 wurde als Ersatzteilspender verwendet, seine Verschrottung erfolgte im November 2024. Der Tw 202 wurde im November 2024 nach Gotha verkauft, der Tw 236 im Januar 2025 ebenso. Ein Fahrzeug ist zur Aufarbeitung, das andere als Ersatzteilspender vorgesehen. |

### Aktuelle Motorwagen
| Bild | Typ             | Nummern                                                                    | Anzahl          | Hersteller | Baujahre  | Bemerkungen |
| ---- | --------------- | -------------------------------------------------------------------------- | --------------- | ---------- | --------- | --- |
|      | Be 4/6          | 201, 203, 205, 208, 213, 214, 224–231, 233, 247, 257, 258, 260–266         | 25              | SWP        | 1978–1981 | laufen nur noch als geführte Triebwagen, 201, 203, 205, 208, 214, 231, 233, 247 und 257 waren zeitweise Achtachser mit niederflurigem Mittelteil («Sänfte»), wurden aber wieder zurückgebaut                      |
|      | Be 4/8          | 207, 209–212, 215–220, 232, 234, 235, 237–246, 248, 249, 251, 253–256, 259 | 34              | SWP        | 1978–1981 | ursprünglich Be 4/6, 1987–1999 zu Achtachsern mit niederflurigem Mittelteil («Sänfte») erweitert. |
|      | Be 6/10 Tango   | 151–169, 171–189                                                           | 38              | Stadler    | 2008–2016 | Folgende Wagen sind getauft: 151 Binningen, 152 Basel, 153 Bottmingen, 154 Dornach, 155 Oberwil, 156 Arlesheim, 157 Therwil, 158 Münchenstein, 159 Ettingen, 160 Reinach, 161 Witterswil, 162 Aesch, 163 Bättwil. |
|      | Be 6/8 Tramlink | 101–110                                                                    | 10              | Vossloh    | 2022      | nur für Linie 19, folgende Wagen sind getauft: 101 Waldenburg, 102 Bennwil, 103 Hölstein, 104 Niederdorf. |
|      | Be 8/10 Tina    | ab 4201                                                                    | in Auslieferung | Stadler    | ab 2023   | |

### Ehemalige Anhänger

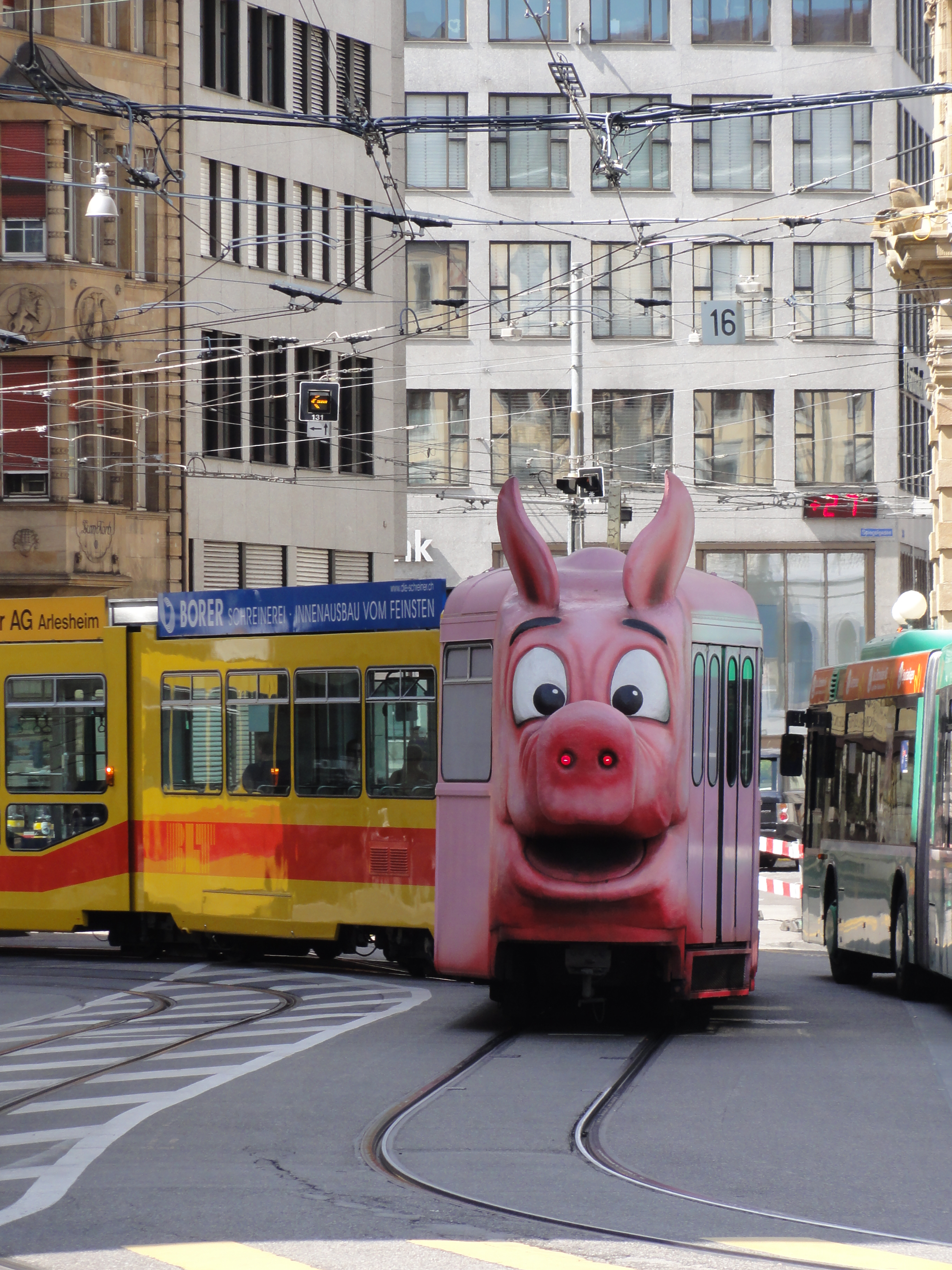
Das sogenannte Säuli-Tram mit der Nummer 1322 warb ursprünglich für die Basellandschaftliche Kantonalbank und wurde Ende 2012 ausgemustert. Heute befindet es sich im Schweinemuseum in Stuttgart.

- B 1301–1303, ehemals VBZ B 799–801 (1973)
- B 1304–1305, Schweizer Standardwagen, ehemals BVB B 1404, 1408 (1948)
- B 1316–1322, Schweizer Standardwagen, ehemals BVB B 1416–1422 (1961)

Seit dem 2. Dezember 2012 sind bei der BLT keine Anhänger mehr im Einsatz. Anschliessend wurde damit begonnen, den Motorwagen bei längeren Werkstattaufenthalten ihre nicht mehr benötigten Druckluftschläuche zu entfernen.

### Aktuelle Autobusse (BLT-Eigenbetrieb)
- 40 Mercedes Citaro O530
- 13 Mercedes O530G
- 4 Mercedes Sprinter City 65 (2007)

Dazu kommen zwölf Linienbusse der Autogesellschaft Sissach-Eptingen (AGSE) mehrheitlich vom Typ Mercedes Citaro verschiedener Unterbauarten, sowie ein Setra S315 NF und ein Mercedes Citaro O530 vom Transportbeauftragten Sägesser Reisen, Wintersingen.

### Historische Fahrzeuge
Anlässlich der grundlegenden Sanierung der Strecken nach Dornach und Rodersdorf Ende der 1960er Jahre wurden die aus der Gründerzeit stammenden Fahrzeuge durch modernes Rollmaterial ersetzt. Einige ausgewählte Fahrzeuge blieben der Nachwelt erhalten, teilweise im Originalzustand oder als Dienstfahrzeuge. Weil die Baselland Transport AG nur sehr beschränkt in der Lage war, für den Erhalt und die Aufarbeitung der historischen Bahnfahrzeuge aufzukommen, dauerte es lange, bis die Triebwagen durch Dritte saniert werden konnten.

#### Im Eigentum der BLT
Alle vier Museumswagen der BLT wurden ursprünglich an die BEB geliefert, sind im Depot Hüslimatt untergebracht und betriebsfähig:
| Art            | Typ    | Nummer | Baujahr | Hersteller       | Bemerkungen |
| -------------- | ------ | ------ | ------- | ---------------- | --- |
| Motorwagen     | Ce 2/2 | 04     | 1902    | Bautzen / Alioth | 1935 zum Ce 2/3 umgebaut, 2002 bei RJ Bahntechnik in Biel aus Teilen der Motorwagen Be 2/3 1+4 restauriert               |
| Motorwagen     | Ce 2/4 | 12     | 1916    | SWS / BBC        | 2005 bei RJ Bahntechnik in Biel (Wagenkasten) beziehungsweise in der RhB-Werkstätte Landquart (Drehgestelle) restauriert |
| Anhänger       | C      | 27     | 1916    | SWS              | 1947 zum C3 umgebaut |
| Sommeranhänger | C      | 41     | 1916    | SIG              | |

2012 holte der Verein Pro BTB ausserdem den BTB-Motorwagen 7, den Anhänger 52 sowie einen Güterwagen – der jetzt in einem privaten Garten steht – vom Écomusée d’Alsace nach Rodersdorf um sie aufzuarbeiten.

#### Im Eigentum Dritter
| Ursprünglicher Eigentümer | Art         | Typ     | Nummer | Baujahr | Hersteller   | Besitzer / Standort         | Bemerkungen |
| ------------------------- | ----------- | ------- | ------ | ------- | ------------ | --------------------------- | ----------- |
| BEB                       | Motorwagen  | Ce 2/2  | 5      | 1905    | SWS / Alioth | Bahnmuseum Kerzers/Kallnach | 1)          |
| BEB                       | Motorwagen  | Ce 2/4  | 13     | 1916    | SWS / BBC    | Bahnmuseum Kerzers/Kallnach | 1)          |
| BEB                       | Anhänger    | C       | 25     | 1916    | SWS          | Privat                      | 2)          |
| BTB                       | Motorwagen  | BCe 4/4 | 7      | 1923    | SWS/BBC      |                             | 3)          |
| BTB                       | Anhänger    | C4      | 52     | 1926    | SWS          |                             | 3)          |
| BTB                       | Anhänger    | C4      | 53     | 1926    | SWS          | Kreisschule Bättwil         |             |
| BTB                       | Anhänger    | C4      | 54     | 1926    | SWS          |                             | 4)          |
| BLT                       | Dienstwagen | X       | 202    | 1891    | SIG          |                             | 5), 6)      |

1) 2006 von der Baselland Transport AG an das Bahnmuseum Kerzers/Kallnach abgegeben. Nicht betriebsfähig und im Freien abgestellt.
2) 1947 zum C3 umgebaut, 1992 Umbau zum Hochzeitswagen, 2008 Demontage der Hochzeitseinrichtung.
3) Früher Écomusée d’Alsace in Ungersheim, seit November 2012 Pro BTB im Depot Rodersdorf
4) Écomusée d’Alsace in Ungersheim
5) Früher Écomusée d’Alsace in Ungersheim, seit November 2012 Pro BTB im Garten Wirz oberhalb des Bahnhof Rodersdorf
6) ehemals BTB K 136, ehemals SBB (Brünig) K 2019, ehemals JS (Brünig) K 10919